# جیمی بنیستر
جیمی بنیستر (انگلیسی: Jimmy Bannister؛ ۲۰ سپتامبر ۱۸۸۰ – ۱۸ دسامبر ۱۹۵۳) یک بازیکن فوتبال اهل بریتانیا بود.